# Sagalubbek
Sagalubbek is een bestuurslaag in het regentschap Kepulauan Mentawai van de provincie West-Sumatra, Indonesië. Sagalubbek telt 1148 inwoners (volkstelling 2010).